# Jump (Van Halen)

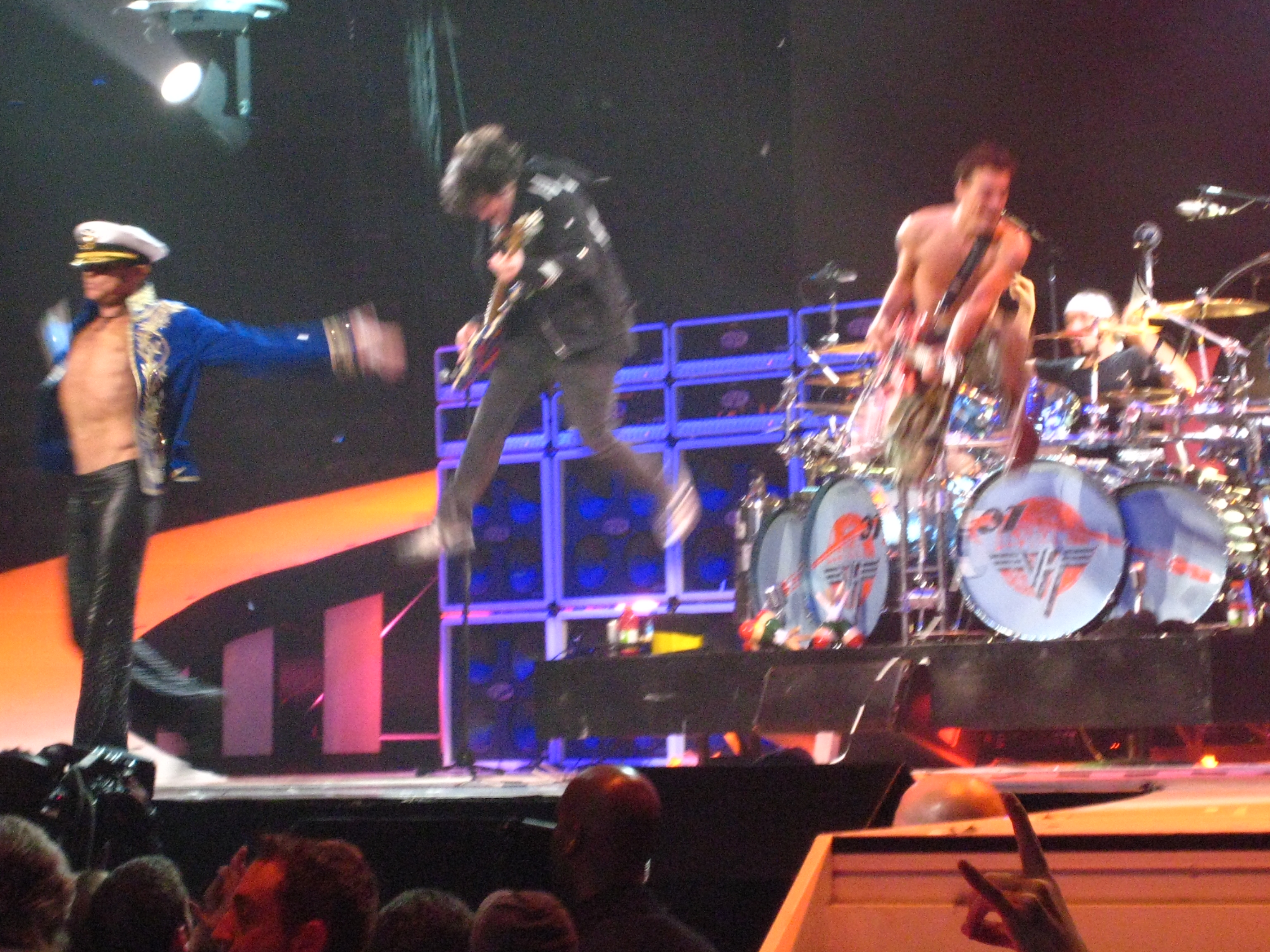
Van Halen framför "Jump" i Centre Bell i Montréal, 10 november 2007.

Jump är en sång av rockgruppen Van Halen. Den utgavs som singel den 5 januari 1984 och återfinns på albumet 1984. "Jump" är den enda av Van Halens låtar som nått förstaplatsen på Billboard Hot 100.
"Jump" karakteriseras av sin syntslinga (spelad på en Oberheim OB-X i studio och en stabilare OB-Xa live). Musikvideon regisserades av David Lee Roth.
Låten brukar användas som måljingel på San Siro när AC Milan gör mål, samt på Olympique Marseilles hemmaarena Stade Vélodrome.